# Grand Prix d'Isbergues 2006
La 60e édition du Grand Prix d'Isbergues a eu lieu le 17 septembre 2006. Il s'agit de la treizième et avant-dernière épreuve de la Coupe de France de cyclisme sur route 2006. L'épreuve, remportée par le coureur français Cédric Vasseur, fait partie du calendrier de l'UCI Europe Tour 2006 en catégorie 1.1.

## Classement final
| \| Classement général \| Classement général \| Classement général \| Classement général \| Classement général \| \| Coureur \| Coureur \| Pays \| Équipe \| Temps \| \| ------------------ \| ------------------- \| ------------------ \| ------------------------------------- \| ------------------ \| \| 1er \| Cédric Vasseur \| France \| Quick Step-Innergetic \| 4 h 38 min 10 s \| \| 2e \| Philippe Gilbert \| Belgique \| La Française des jeux \| + 0 s \| \| 3e \| Frédéric Guesdon \| France \| La Française des jeux \| + 1 min 45 s \| \| 4e \| Jens Renders \| Belgique \| Chocolade Jacques-Topsport Vlaanderen \| + 1 min 49 s \| \| 5e \| Sergueï Lagoutine \| Ouzbekistan \| Navigators Insurance \| + 1 min 49 s \| \| 6e \| Matthé Pronk \| Pays-Bas \| Unibet.com \| + 1 min 53 s \| \| 7e \| Alexandre Botcharov \| Russie \| Crédit Agricole \| + 1 min 53 s \| \| 8e \| Jurgen Van de Walle \| Belgique \| Quick Step-Innergetic \| + 1 min 53 s \| \| 9e \| Johan Vansummeren \| Belgique \| Davitamon-Lotto \| + 1 min 53 s \| \| 10e \| Cédric Hervé \| France \| Bretagne-Jean Floc'h \| + 1 min 53 s \| |                     |             |                                       |                 |
| |                     |             |                                       |                 |
| |                     |             |                                       |                 |
| Classement général |                     |             |                                       |                 |
| Coureur | Coureur             | Pays        | Équipe                                | Temps           |
| 1er | Cédric Vasseur      | France      | Quick Step-Innergetic                 | 4 h 38 min 10 s |
| 2e | Philippe Gilbert    | Belgique    | La Française des jeux                 | + 0 s           |
| 3e | Frédéric Guesdon    | France      | La Française des jeux                 | + 1 min 45 s    |
| 4e | Jens Renders        | Belgique    | Chocolade Jacques-Topsport Vlaanderen | + 1 min 49 s    |
| 5e | Sergueï Lagoutine   | Ouzbekistan | Navigators Insurance                  | + 1 min 49 s    |
| 6e | Matthé Pronk        | Pays-Bas    | Unibet.com                            | + 1 min 53 s    |
| 7e | Alexandre Botcharov | Russie      | Crédit Agricole                       | + 1 min 53 s    |
| 8e | Jurgen Van de Walle | Belgique    | Quick Step-Innergetic                 | + 1 min 53 s    |
| 9e | Johan Vansummeren   | Belgique    | Davitamon-Lotto                       | + 1 min 53 s    |
| 10e | Cédric Hervé        | France      | Bretagne-Jean Floc'h                  | + 1 min 53 s    |